# Усенко Іван Архипович
Іван Архипович Усенко (25 вересня 1925, Миронівка — 23 лютого 1997, Балаклія) — радянський військовий та прокурор. Учасник Німецько-радянської війни, отримав звання героя Радянського Союзу. Після відставки працював в прокуратурі.

## Життєпис
Народився 25 вересня 1925 року в селі Миронівка Харківської округи в українській селянській родині. Закінчив шість класів Миронівської середньої школи.
Був призваний до лав Червоної армії у вересні 1943 року, у серпні наступного року потрапив на фронт, брав участь у Вісло-Одерській операції. Командував кулеметною обслугою у складі 1-ї кулеметної роти 140-го гвардійського стрілецького полку 47-ї гвардійської стрілецької дивізії 1-го Білоруського фронту. Був нагороджений 19 січня 1945 року медаллю «За відвагу», за те, що «діяв сміливо та рішуче вогнем свого кулемета сприяв просуванню наших підрозділів». 31 січня того ж року відзначився у боях за місто Шверін (зараз польське місто Сквежина). Кулеметна обслуга під командуванням Івана Усенка просунулася на сто метрів вперед від позицій стрілецького батальйону 140-го полку і щільним вогнем подавила п'ять вогневих точок супротивника, знищивши 18 німецьких солдатів, завдяки чому батальйон зміг почати атаку на місто. Однак, наступ був відбитий німцями й радянським солдатам довелося відступати, кулемет Усенка прикривав їх відхід. В результаті обслуга, у складі п'яти осіб під керівництвом Усенка, опинилася в оточенні та без патронів для кулемета. Несподівано атакувавши, кулеметники озброєні автоматами та гранатами змогли відбити німецький контрнаступ і протриматися до приходу радянських сил. Завдяки діям кулеметників під командуванням Усенка було вбито 24 німецьких солдатів і ще 36 здалися у полон. За цей подвиг, 24 березня 1945 року, Івана Усенка та його заступника Петра Вертелецького відзначили званням Героя СРСР.

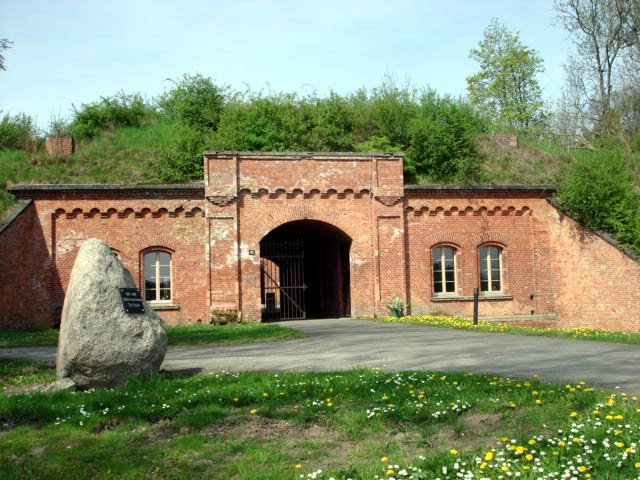
Укріплення Ґорґасту

Брав участь у штурмі добре укріпленого населеного пункту Ґорґаст (зараз частина громади Кюстрінер-Форланд). Кулеметна обслуга під проводом Усенка просунулася вперед і щільним вогнем подавила дві вогневі точки та 35 солдатів супротивника. У цьому бою Іван Усенко було тяжко поранено, а його хоробрість була відмічена орденом Червоної Зірки. Надалі він проходив лікування у 560 медичному санітарному батальйоні, польовому рухомому шпиталі 652 та евакуаційному шпиталі 3240, був виписаний лише у лютому 1946 року. Повертаючись додому заїхав до Москви, де йому урочисто вручили супровідні нагороди до звання Героя СРСР — орден Леніна, медаль «Золота Зірка» та грамоту Президії Верховної Ради СРСР. Після демобілізації повернувся у рідне село Миронівка. У тому ж 1946 році поступив до середньої юридичної школи, по закінченню якої в 1948 році став працювати слідчим прокуратури у Балаклії.
У 1950 році вступив до комуністичної партії. Протягом 1954—1960 років навчався на заочному відділенні Харківського юридичного інституту, яке успішно закінчив. Слідчим прокуратури працював до 1971 року, пізніше був юрисконсультом Балаклійської міжколгоспної будівельної контори. Паралельно Іван Усенко займався громадською діяльністю, тричі обирався депутатом до Балаклійської міськради, був секретарем партійної організації прокуратури та суду Балаклії. Помер Іван Усенко 23 лютого 1997 року в Балаклії.

## Пам'ять
Журналіст Олексій Яхно згадав Усенка у вірші про харківських прокурорів-фронтовиків «Таких, як він, була лиш жменька…».

## Нагороди
Був нагороджений такими відзнаками:
- Герой Радянського Союзу (24.03.1945)
- орден Леніна (24.03.1945)
- орден Вітчизняної війни I ступеня (6.04.1985)[13]
- Орден Червоної Зірки (22.04.1945)[6]
- медаль «Золота Зірка» (24.03.1945)
- медаль «За відвагу» (19.01.1945)[3]